# Cropton
Cropton – wieś w Anglii, w hrabstwie North Yorkshire, w dystrykcie (unitary authority) North Yorkshire. Leży 40 km na północny wschód od miasta York i 312 km na północ od Londynu.

## Historia
Wieś jest wspomniana w Księdze Domesday jako posiadająca trzy pola uprawne (ploughlands), ale nie wymienia żadnych mieszkańców. Nazwa wsi pochodzi z języka staroangielskiego (cropp tūn), co oznacza wzgórze, pagórek lub kopiec z gospodarstwem, osadą lub wsią. Według spisu powszechnego z 2001 roku, parafia (w tym Aislaby) miała 354 mieszkańców, zmniejszając się do 321 (w tym Stape) według spisu powszechnego z 2011 roku.